# 長浜市民歌
「長浜市民歌」（ながはましみんか）は、日本の滋賀県長浜市が1948年（昭和23年）制定した市民歌である。作詞および作曲・江口夜詩。
本項目では、1962年（昭和37年）に制定された「長浜市民の歌」についても解説する。

## 長浜市民歌
「長浜市民歌」は、1948年（昭和23年）に長浜市の市制施行5周年を記念して制定された。作詞・作曲の両方を隣の岐阜県出身である江口夜詩が、再婚した夫人の実家を頼って長浜へ疎開していた縁で手掛けている。同年に自治体警察として発足した長浜市警察の警察歌「長浜警察の歌」（作詞・中川寿一）も江口の補作詞および作曲で、市制施行前の坂田郡長浜町では「長浜町歌」（作詞・石原寿賀子）を作曲したのをはじめ長浜にゆかりの楽曲を数多く遺している。
（旧）長浜市は2006年（平成18年）2月13日に東浅井郡浅井町およびびわ町と新設合併し、2代目の（新）長浜市が発足した。長浜市・浅井町・びわ町合併協議会では合併後の市歌について「新市において調整する」と取り決められたため、旧市が制定した市民歌は新市に引き継がれず失効扱いとなり、廃止された。（新）長浜市は2010年東浅井郡虎姫町、湖北町、伊香郡高月町、木之本町、余呉町、西浅井町を編入合併して市域を拡大しているが、先に合併した浅井町並びにびわ町を含めいずれの町も公式の町歌は制定していなかった。
新設合併による失効・廃止後も市民の間では「長浜市民歌」を始めとする江口が作成した郷土ゆかりの楽曲を自主的に継承する動きがあり、市議会でも合併協定項目の早期履行を求める質問が断続的に行われているが、市の側で新市民歌の作成に向けた具体的な動きは出ていない。

## 長浜市民の歌
「長浜市民の歌」（ながはましみんのうた）は1962年（昭和37年）10月15日に行われた（旧）長浜市の市制20周年記念式典で発表された。作詞は木俣修、作曲は沖不可止。
歌詞と楽譜は『長浜市二十五年史』に「長浜市民歌」と合わせて掲載されているが、作曲者のクレジットが脱落している。前述の通り（旧）長浜市と東浅井郡浅井町、びわ町の新設合併に伴い「長浜市民歌」と合わせて失効扱いで廃止された。